# Silent Night, Deadly Night Part 2
Silent Night, Deadly Night Part 2 este un film american slasher din 1987, editat, co-scris cu Joseph H. Earle și regizat de Lee Harry⁠(d). Este continuarea filmului Silent Night, Deadly Night din 1984 și a fost urmat de Silent Night, Deadly Night 3: Better Watch Out! în 1989. Intriga se concentrează asupra lui Ricky Caldwell, fratele lui Billy Chapman, și trauma acestuia în ceea ce privește uciderea părinților săi din Ajunul Crăciunului, ceea ce declanșează propriile sa crime. Filmul se bazează în mare măsură pe secvențe flashback, care conțin aproximativ 30 de minute din filmul original.

## Rezumat
În Ajunul Crăciunului, la patru ani după evenimentele din primul film, Ricky Caldwell (născut Chapman), fratele acum adult al criminalului în serie Billy Chapman, este internat într-un spital de psihiatrie pentru o serie de crime pe care el însuși le-a comis. În timp ce este intervievat de psihiatrul Dr. Henry Bloom, Ricky relatează povestea crimelor pe care fratele său mai mare le-a comis într-o serie de câteva flashback-uri.
Apoi, Ricky își spune propria poveste: după moartea lui Billy, a fost adoptat de familia Rosenberg, o familie de evrei unde a primit o bună educație, dar nu a scăpat niciodată de trauma sa. După moartea tatălui său adoptiv, Ricky își pierde calmul și comite o serie de crime aleatorii, vizând oameni „obraznici”. O șansă pentru o viață normală pare să apară atunci când începe să se întâlnească cu Jennifer Statson, dar o întâlnire cu fostul ei iubit, Chip, îl face pe Ricky să o ia razna. El îl ucide pe Chip electrocutându-l cu cablurile mașinii, în timp ce Jennifer o privește îngrozită, apoi o sugrumă mortal și pe Jennifer cu antena mașinii după ce ea țipă că îl urăște. Un ofițer de securitate apare și, când Ricky este pe cale să fie arestat,îi ia revolverul ofițerului și îl împușcă în frunte, înainte de a începe o serie de împușcături. El ucide încă trei oameni în cartier, inclusiv un bărbat care își scoate gunoiul. În cele din urmă, Ricky se confruntă cu poliția și încearcă dar nu reușește să se sinucidă înainte de a fi arestat.
După ce își deapănă toate amintirile lui Dr. Bloom, Ricky îl sugrumă pe acesta cu bandei de magnetofon și fuge din spitalul de boli psihice. El ucide un Moș Crăciun al Armatei Salvării și îi fură costumul. Ricky plănuiește să o omoare pe Mama Superioară, călugărița care l-a abuzat pe Billy în copilărie și pe care Billy nu a reușit să o ucidă cu patru ani mai devreme. După ce a urmărit-o pe Mama Superioară prin toată casa acesteia, Ricky reușește să o decapiteze cu un topor. Ricky curăță sângele și o pune pe Mama Superioară într-un scaun cu rotile, cu capul tăiat pus pe corp. După ce este descoperită de către ofițerii de poliție care apar, Ricky țipă și sare asupra lor, se pregătește să atace, dar este doborât și cade afară prin ușa de la terasă. Sora Mary se trezește, iar ofițerul de poliție îi spune: „A plecat, soră. S-a terminat”. Apoi ea se întoarce și vede capul tăiat al Maicii Superioare, înainte să țipe cu groază.
Ricky deschide brusc ochii și zâmbește demonic, indicând că a supraviețuit rănilor de la împușcături. În scena finală apare brațul criminalului îmbrăcat într-un costum de Moș Crăciun (imagine de arhivă din primul film) care aruncă cu un cuțit în ecran, înainte ca scena să înghețe și să apară genericul de final.

## Distribuție

### Principală
- Eric Freeman – Ricky Chapman
  - Darrel Guilbeau⁠(d) – Ricky Chapman At 15
  - Brian Michael Henley – Ricky Chapman At 10
- James L. Newman – Dr. Henry Bloom
- Elizabeth Kaitan⁠(d) – Jennifer Statson
- Lilyan Chauvin⁠(d) (arhivă) / Jean Miller – Mother Superior
- Corrine Gelfan – Martha Rosenberg
- Michael Combatti – Morty Rosenberg
- Jill K. Allen – Mrs. Rosenberg's Friend
- Ken Weichert – Chip
- Ron Moriarty – Detectiv
- Frank Novak⁠(d) – Rocco, The Loan Shark
- Randall Boffman – Eddie
- Joanne White – Paula
- Lenny Rose –  Loser
- Nadya Wynd – Sora Mary
- Kenneth McCabe – Rent-A-Cop
- J. Aubrey Island – Orderly
- Jeremiah Sird – Gregg
- Randy Post – Loudmouth In Theater
- Kent Koppase – Cop #1
- Michael Marloe – Cop #2
- Larry Kelman – Cop #3/Paramedic
- John Fitzgibbons – Kid At Play
- Scottie Simpfender – Kid At Play
- Erin Darini – Kid At Play
- Lara Darini – Kid At Play
- Brian Darini – Kid At Play

### Imagini de arhivă
- Robert Brian Wilson – Billy Chapman at 18
- Danny Wagner – Billy Chapman at 8
- Jonathan Best – Billy Chapman at 5
- Alex Burton – Ricky Caldwell at 14
- Max Broadhead – Ricky at 4
- Gilmer McCormick⁠(d) – Sora Margaret
- Toni Nero – Pamela
- Britt Leach – Mr. Sims
- Nancy Borgenicht⁠(d) – Mrs. Randall
- H.E.D. Redford – Captain Richards
- Linnea Quigley⁠(d) – Denise
- Leo Geter – Tommy
- Tara Buckman⁠(d) – Ellie Chapman
- Geoff Hansen – Jim Chapman

## Producție
În comentariile audio de pe DVD-ul filmului, producătorii acestuia au spus că au fost plătiți cu o sumă neplăcut de mică pentru a realiza filmul. Inițial, spun ei, li s-a spus să reediteze primul film și să-l scoată pe piață fie ca o continuare, fie ca o relansare. Regizorul Lee Harry a spus că a cerut să fie filmată o nouă peliculă, cu toate că nu a avut bugetul necesar pentru a crea o poveste complet nouă.
Harry spune că au încercat să-l găsească pe Eric Freeman pentru a participa la comentarii, dar nu au reușit să-l găsească în acel moment. Mai târziu, în 2018, a apărut în comentariile lansării pe Blu-ray de la Scream Factory.

## Lansare

### Box office
Filmul a fost lansat în cinematografele din Statele Unite ale Americii în aprilie 1987. A încasat 154.323 de dolari americani la box office.
Filmul a fost criticat puternic din cauza utilizării excesive a materialului din filmul original. Cu toate acestea, a devenit un film idol, ca o comedie neagră, datorită interpretării lui Freeman. În plus, scena în care Ricky împușcă un bărbat care își scoate gunoiul după ce a strigat fraza „Ziua gunoiului!” a devenit un fenomen viral pe internet.
Pe Rotten Tomatoes, are un rating de aprobare de 22%, pe baza a 9 recenzii și un scor mediu de 4,2/10.

### Lansare pentru acasă
Filmul a fost lansat pe VHS și p Laserdisc⁠(d) în Statele Unite de către International Video Entertainment⁠(d) în septembrie 1987.
Filmul a reapărut pe VHS în 1992 fiind publicat de către Avid Home Entertainment.